# 柯立芝鎮區 (堪薩斯州漢密爾頓縣)
柯立芝鎮區（英語：Coolidge Township）是位於美國堪薩斯州漢密爾頓縣的一個行政鎮區。

## 地方資料
柯立芝鎮區的面積為298.40平方千米，當中陸地面積為297.29平方千米，而水域面積為1.11平方千米。根據2010年美國人口普查的數據，當地共有人口149人，而人口密度為每平方千米0.5人。

## 外部連結
- US-Counties.com
- City-Data.com （页面存档备份，存于）